# 五是川線
五是川線（オシチョンせん）は、朝鮮民主主義人民共和国両江道雲興郡にある大五川駅から五是川駅までを結ぶ鉄道路線である。

## 路線データ
- 路線距離：大五川 - 五是川間?km
- 駅数：2（両端駅を含む）
- 軌間：1435mm
- 電化区間：なし
- 複線区間：なし

## 駅一覧
- 駅所在地は全線両江道雲興郡内。

| 駅名     | 駅名     | 駅名      | 駅間キロ (km) | 累計キロ (km) | 接続路線                   |
| 日本語   | 朝鮮語   | 英語      | 駅間キロ (km) | 累計キロ (km) | 接続路線                   |
| -------- | -------- | --------- | ------------- | ------------- | -------------------------- |
| 大五川駅 | 대오천역 | Taeoch'ŏn | 0.0           | 0.0           | 北朝鮮鉄道省：白頭山青年線 |
| 五是川駅 | 오시천역 | Osich'ŏn  |               |               |                            |

## 参考資料
- 国分隼人（2007年）. 『将軍様の鉄道 北朝鮮鉄道事情』, 新潮社. ISBN 9784103037316